# Janier Concepcion Hernández
Janier Concepcion Hernández (ur. 6 września 1985 r. w Sancti Spíritus) – kubański wioślarz, reprezentant Kuby w wioślarskiej czwórce podwójnej podczas Letnich Igrzysk Olimpijskich w Pekinie.

## Osiągnięcia
- Mistrzostwa Świata – Monachium 2007 – czwórka podwójna – 11. miejsce[1].
- Igrzyska Olimpijskie – Pekin 2008 – czwórka podwójna – 12. miejsce[1].
- Mistrzostwa Świata – Poznań 2009 – dwójka podwójna – 11. miejsce[2].